# Città del Bhutan

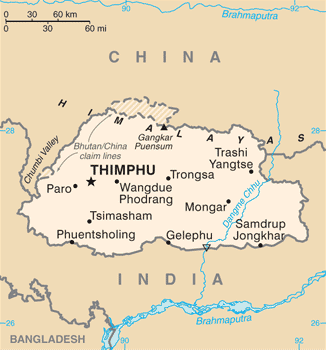
Mappa del Butan

Lista di città del Bhutan per numero di abitanti:
| N.  | Nome             | Cens. 2005 | Distretto             |
| --- | ---------------- | ---------- | --------------------- |
| 1.  | Thimphu          | 79.185     | Thimphu               |
| 2.  | Phuentsholing    | 20.537     | Distretto di Chukha   |
| 3.  | Gelephu          | 9.199      | Sarpang               |
| 4.  | Wangdue Phodrang | 6.714      | Wangdue Phodrang      |
| 5.  | Samdrup Jongkhar | 5.952      | Samdrup Jongkhar      |
| 6.  | Samtse           | 4.981      | Samtse                |
| 7.  | Gedu             | 4.288      | Distretto di Chukha   |
| 8.  | Gomtu            | 4.254      | Samtse                |
| 9.  | Mongar           | 3.502      | Mongar                |
| 10. | Chukha           | 2.855      | Distretto di Chukha   |
| 11. | Trashiyangtse    | 2.735      | Trashiyangtse         |
| 12. | Trongsa          | 2.695      | Trongsa               |
| 13. | Deothang         | 2.644      | Samdrup Jongkhar      |
| 14. | Sarpang          | 2.619      | Sarpang               |
| 15. | Ha               | 2.495      | Haa                   |
| 16. | Trashigang       | 2.383      | Trashigang            |
| 17. | Paro             | 2.362      | Paro                  |
| 18. | Tsimalakha       | 2.361      | Distretto di Chukha   |
| 19. | Zhemgang         | 2.332      | Zhemgang              |
| 20. | Punakha          | 2.292      | Punakha               |
| 21. | Gyelpozhing      | 2.291      | Mongar                |
| 22. | Damphu           | 1.666      | Tsirang               |
| 23. | Lhuntse          | 1.175      | Lhuntse               |
| 24. | Daga             | 1.146      | Dagana                |
| 25. | Pemagatsel       | 1.066      | Pemagatshel           |
| 26. | Jakar            | 772        | Distretto di Bumthang |
| 27. | Gasa             | 402        | Gasa                  |

Fonte: Office of the Census Commissioner, Royal Government of Bhutan